# صقير أبقع

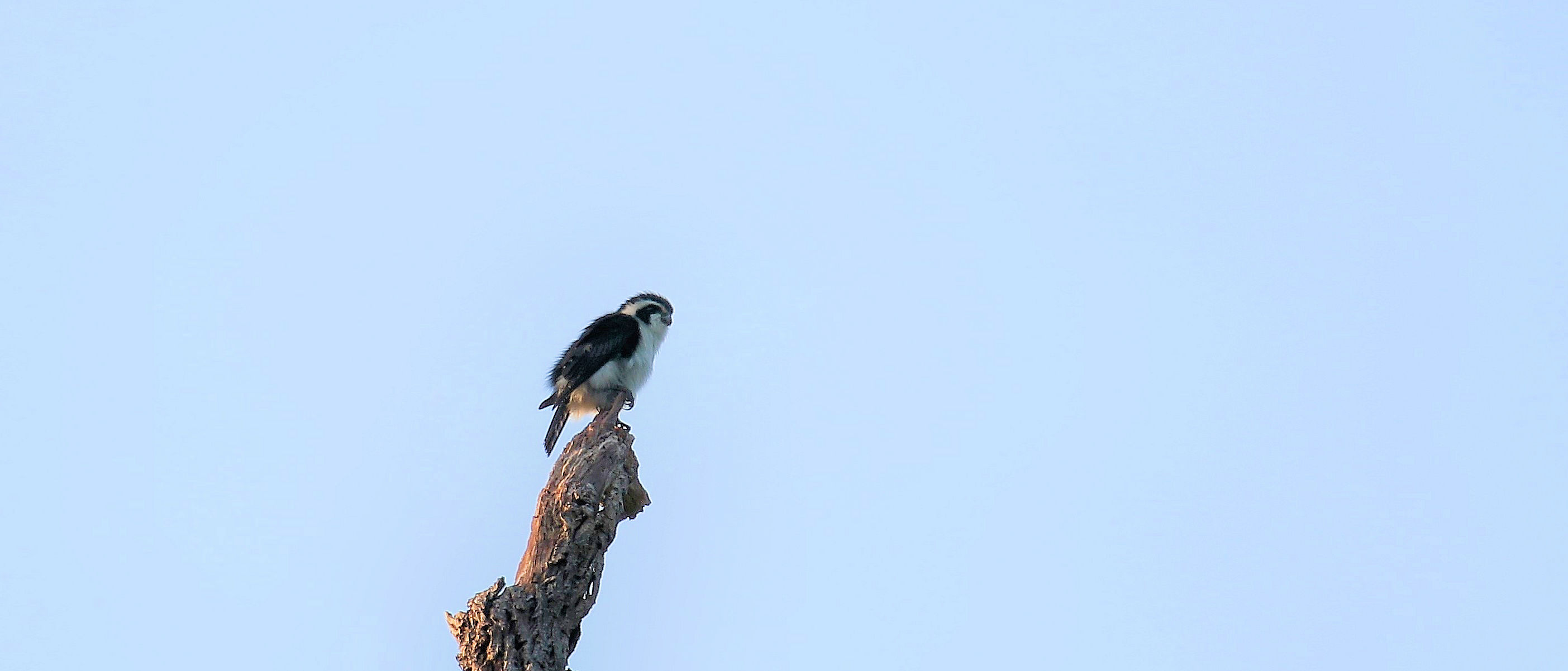
صقير مبرقش

صُقَيْرْ أبقع (الاسم العلمي: Microhierax melanoleucos) هو من الطيور الجارحة في رتبة صقريات يتواجد في بنغلاديش وبوتان والصين وهونغ كونغ والهند ولاوس وفيتنام، ويفضل العيش في الغابات.
ينتمي إلى جنس الصُقير (الاسم العلمي:Microheriax)، والذي يضم أصغر أنواع الطيور الجارحة في العال.، المعروف أيضًا باسم الصُقير أبيض الساقين، يعشش في تجاويف نقار الخشب القديمة. يُعتقد أن هذا الطائر من الأنواع أقل إثارة للقلق بسبب نطاق موطنها الكبير وجمهراتها المستقرة.

## وصف

### الحجم والمظهر
الصقير الأبقع هو طائر جارح صغير أبيض وأسود، يصل طوله إلى 18 سنتيمتر تقريبا و يزن ما بين 55 و 75 جم. ومع ذلك فهو لا يزال أكبر من الأعضاء الآخرين في جنس الصقير. وجهه أبيض مع بقعة سوداء بارزة تغطي العينين وصولاً إلى أغلفة الأذن بمنقار أصفر. الأجزاء العلوية، بما في ذلك التاج، سوداء بالكامل. الجزء العلوي من الأجنحة أسود وأسفل الأجنحة أبيض. ذيله الطويل ذو أجزاء علوية سوداء وهو أسود مع أشرطة بيضاء من الأسفل.لا يظهر صقير الأبقع أي ازدواج الشكل الجنسي و الطيور اليافعة تشبه الذكور البالغين بشدة.

## السلوك

### الصوت
ينتج هذا النوع صوتا حادًا وعالي النبرة و صافرة ثرثرة. خلال موسم التكاثر ، ينتج الذكر سلسلة سريعة من الندائات إلى الأنثى كسلوك مغازلة قبل التزاوج. يبدأ النداء بصوت عالٍ ومتحمس ثم تتباطأ حتى تقرر الأنثى التزاوج. بعد ذلك ، سيستمر الذكر في النداء لبضع ثوانٍ أخرى.

### الحمية الغذائية
يتكون معظم غذاء الصقير الأبقع من الحشرات. كما أنه يتغذى على الثدييات الصغيرة والزواحف والطيور الأخرى التي لها نفس حجمه. تصطاد هذه الطيور فرائسها وهي تحلق فوقها وتلتقطها أثناء الطيران أو تلتقطها من أوراق الشجر المحيطة بها. على الرغم من صِغر حجمه، إلا أن الصقير الأبقع سريع جدًا وقوي مما يتيح له اصطياد الفريسة بنفس حجمه أو أكبر قليلاً.

### التكاثر
يمتد موسم تكاثر الصقير الأبقع من مارس حتى مايو. في موسم التكاثر المبكر، تعشش هذه الطيور الجارحة الصغيرة عادة في التجاويف داخل الأشجار التي تكون في الغالب من فعل نقار الخشب وتضع الأنثى بيضها على فراش من الأوراق أو العشب. كانت هناك أيضًا تسجيلات لملء تجاويف التعشيش ببقايا الحشرات بدلاً من الأوراق. تضع الإناث ثلاث إلى أربع بيضات بيضاء اللون.

## الموئل والتوزيع
ينتشر الصقير الأبقع من شمال شرق الهند إلى شرق الصين وجنوب شرق آسيا. يمكن العثور عليها في حواف الغابات والمساحات في سفوح الغابات. عادة ما يجثم على قمم الأشجار بينما يطير أحيانًا للقبض على الفريسة. هو ليس بمهاجرة، فهو من الأنواع المقيمة التي تعيش في نفس المنطقة معظم العام.